# G 208-44/208-45
V1581 Cygni (G 208-44/208-45, Gliese 1245 e GJ 1245) é um sistema estelar triplo localizado a cerca de 14 anos-luz de distância a partir da Terra, na constelação de Cygnus. O sistema está situado relativamente perto do Sistema Solar. O sistema estelar contém as seguintes estrelas: G 208-44 A, G 208-44 B e G 208-45. Todas as estrelas são bastante fracas. É o 42º sistema estelar mais próximo do Sistema Solar. Com uma magnitude aparente de 13,4, não é visível a olho nu.

## Características
Os dois principais componentes do sistema são duas anãs vermelhas separadas uma da outra por cerca de 33 UA. G 208-44 A (GJ 1245 A) é uma estrela do tipo espectral M5.5V com uma massa equivalente a 11% da massa solar e uma luminosidade que apenas representa 0,0084% da do Sol. É uma estrela de brilho variável, isto é, ocasionalmente erupções na superfície aumentam significativamente o seu brilho, devido a isso ela recebe a designação de estrela variável de V1581 Cygni, nome pelo qual também se conhece este sistema estelar. G 208-44 B (GJ 1245 B) é mais fria do que a sua companheira (tem uma temperatura de 2600 K), e seu tipo espectral é o M6V. Sua massa é 10% da massa solar e sua luminosidade é apenas metade da de G 208-44 . Suspeita-se que também pode ser uma estrela de brilho variável.
Por sua vez, G 208-44 A é uma estrela binária próxima. Sua companheira, G 208-45 (GJ 1245 C), é uma das anãs vermelhas mais fracas conhecidas, sendo do tipo espectral M8V e com uma temperatura de 2150 K. Encontra-se separada por 1,3 UA da componente A.